# Armando Siri
Armando Siri (né le 10 août 1971 à Gênes) est un homme politique italien.
Proche du dirigeant socialiste Bettino Craxi, devenu journaliste, il milite à la Ligue du Nord en défendant l'idée d'un Impôt à taux unique. Il est sénateur de mars 2018 à octobre 2022, et nommé secrétaire d’État aux Transports en juin 2018 lors de la formation du gouvernement Conte qu'il quitte en mai 2019 sous la pression d'accusations de corruption.

## Biographie
Titulaire d'un simple certificat de fin d'études primaires, Armando Siri s'engage tôt en politique. En 1990, alors que Romano Merlo (PSDI) devient maire de Gênes à la tête d'une coalition inédite PSDI-PCI-PSI-PRI, Armando Siri est élu secrétaire des jeunes socialistes liguriens et vice-secrétaire national de la jeunesse du PSI.  
Lors de l’effondrement du PSI dans les scandales de l'Opération Mains propres, Siri se reconvertit dans le journalisme en tenant une chronique quotidienne sur la télévision locale Telegenova, La Bocca della Verità, lors de laquelle il critique les nouveaux dirigeants de centre-gauche de Gênes. 
Il poursuit ses échanges avec Bettino Craxi réfugié en Tunisie, lui proposant notamment de soutenir une liste aux élections européennes de 1999 et d'appuyer le candidat de centre-droit aux régionales liguriennes de 2000, Sandro Biasotti. 
Après dix ans d'absence, Siri, qui participe désormais à Milan au journal télévisé TG5 sur la chaine de Silvio Berlusconi Canale 5, revient à la politique en publiant en 2000 un essai, Italia Nuova. L'inizio, à partir duquel il fonde un parti (Partito Italia Nuova, PIN) qui échoue à se présenter aux élections municipales de Milan en 2011 et qui obtient 0,62 % des voix lors des municipales de 2012 à Gênes. 
En 2014, il est condamné à un an et huit mois d'emprisonnement pour faillite frauduleuse après la banqueroute de MediaItalia, société qu'il préside endettée à hauteur de plus d'un million d'euros, dont lui et ses associés auraient préalablement transféré tous les actifs dans le Delaware.
La même année, il porte auprès du dirigeant de la Ligue du Nord, Matteo Salvini, l'idée d'une flat tax, qui intègre le programme du parti avec un taux unique de 15%. Il adhère à la Ligue dont il alimente le virage souverainiste, devient directeur économique de la formation et est élu sénateur en mars 2018. Il crée également l'école de formation du parti.
En juin suivant, il est nommé secrétaire d’État aux Infrastructures et aux Transports dans le gouvernement Conte qui unit la Ligue du Nord et le Mouvement 5 étoiles.      
Il est mis en examen 18 avril 2019 pour corruption, soupçonné d'avoir reçu un pot-de-vin de 30 000 euros de l’entrepreneur Franco Paolo Arata, en échange d’adjudications dans l’éolien et d’une autorisation pour deux usines de biométhane. Siri aurait également chercher à favoriser le constructeur aéronotique Leonardo dans le cadre de l'achèvement de l'aéroport de Viterbe et en pressant le commandant général des garde-côtes Giovanni Pettorino pour le maintien d'un contrat de radar expirant.
Le 2 mai 2019, Giuseppe Conte, président du Conseil, en demande la démission. Le 8 mai, le décret de révocation est signé en conseil des ministres.